# Teregova (gmina)
Teregova – gmina w okręgu Caraș-Severin w Rumunii. Składa się z dwóch wsi: Rusca i Teregova. Na terenie obecnej gminy znajdował się rzymski castrum Ad Pannonios.
Według spisu powszechnego z 2011 roku gminę zamieszkiwały 3074 osoby, przy 4388 osobach według spisu z 2002 roku. Zdecydowaną większość z nich stanowią Rumuni (93,14%). 90,61% mieszkańców stanowią osoby wyznające prawosławie, zaś 2,76% baptyści.